# Kanton Celles-sur-Belle
Kanton Celles-sur-Belle (fr. Canton de Celles-sur-Belle) je francouzský kanton v departementu Deux-Sèvres v regionu Poitou-Charentes. Skládá se z 10 obcí.

## Obce kantonu
- Aigonnay
- Beaussais
- Celles-sur-Belle
- Fressines
- Mougon
- Prailles
- Sainte-Blandine
- Saint-Médard
- Thorigné
- Vitré